# Flugplatz Poltringen

i7
i11
i13
Der Flugplatz Poltringen (ICAO-Code: EDSP) liegt in Ammerbuch auf der Gemarkung Poltringen. Er wird vom Flugsportverein Ammerbuch betrieben, unter dessen Dach sich die Flugsportvereine aus Unterjesingen und Herrenberg 1978 zusammengetan haben.

## Status und Bestimmungen
Der Platz ist ein Sonderlandeplatz und darf nur von Motorflugzeugen der ansässigen Flugsportvereine genutzt werden. Ausnahmen müssen durch den Platzhalter, die Gemeinde Ammerbuch und gegebenenfalls das zuständige Regierungspräsidium genehmigt werden (PPR Regelung).
Die Startzahlen und -zeiten für Motorflugzeuge sind begrenzt, um die Lärmbelastung der Anwohner gering zu halten. Aus dem gleichen Grund erfüllen alle am Flugplatz stationierten Flugzeuge die Anforderungen für den sogenannten „erhöhten Schallschutz“.
Die Platzrunde für Motorflugzeuge ist westlich des Platzes in 2700 ft Flughöhe zu fliegen, dabei sollen die umliegenden Ortschaften aus Lärmschutzgründen möglichst nicht überflogen werden. Für Segelflugzeuge gelten diese Beschränkungen nicht. Sie starten am Flugplatz per Windenstart oder im Flugzeugschlepp.

## Geschichte
Erstmals in Betrieb genommen wurde der Flugplatz in den 60er Jahren vom Flugsportverein Herrenberg e. V. Im Jahr 1972 kam der Flugsportverein Unterjesingen e. V. dazu. Im Jahr 1978 wurde von beiden Vereinen der Flugsportverein Ammerbuch e. V. gegründet. Inzwischen zählt dieser fast 500 Mitglieder.

## Derzeit am Flugplatz stationierte Flugzeuge
Zurzeit sind 7 Motorflugzeuge, ein Motorsegler sowie 17 Segelflugzeuge stationiert.
Segelflug:
- Herrenberg:
  - ASK 21 Schulungsdoppelsitzer
  - ASK 23 Schulungseinsitzer
  - Ka 6 Schulungseinsitzer
  - Discus 2c 15 m Standardklasse
  - LS8-18 15 m Standardklasse oder 18 m Klasse
  - Ventus 2cxt 18 m Klasse
  - Duo Discus 20 m Doppelsitzer
  - Schempp-Hirth Duo Discus XLT
  - Discus 2ct 18 m Klasse
- Unterjesingen:
  - ASK 21 Schulungsdoppelsitzer
  - LS4a 15 m Standardklasse
  - LS4b 15 m Standardklasse
  - Schempp-Hirth Ventus 3M 18 m Eigenstarter
  - DG 808b 18 m Eigenstarter
  - Duo Discus XL 20 m Doppelsitzer

- Ammerbuch:
  - Ka 6E 15 m Clubklasse

Motorflug:
- Herrenberg:
  - Aquila A 210
  - Cessna 172
  - Piper PA-28 Archer III
  - Robin DR 400-200 "Jodel"
  - Cessna 182 T

- Unterjesingen:
  - Super-Dimona Motorsegler HK36
  - DA 40-180 Diamond Star

## Restaurant auf dem Flugplatz
Am Flugplatz befindet sich ein Restaurant mit Aussichtsterrasse.